# Histydyna
Histydyna (łac. Histidinum; His, H) – organiczny związek chemiczny, jeden z 20 aminokwasów białkowych. Ze względu na budowę cząsteczki histydyna zaliczana jest zarówno do aminokwasów zasadowych, gdyż jej łańcuch boczny zawiera 2 atomy azotu, jak i aromatycznych, ze względu na obecność aromatycznego pierścienia imidazolowego. Jest kodowana przez kodony CAU i CAC w procesie translacji białka.

## Właściwości fizyczne
Histydyna to białe ciało stałe, które topi się z rozkładem w temperaturze = 273 °C dla mieszaniny racemicznej, a znacznie wyższej = 282 °C dla występującego naturalnie izomeru L. Wartość pK dla grupy karboksylowej –COOH wynosi 1,80; łańcucha bocznego (imidazolu) pK = 6,04; a protonowanej grupy α–aminowej (NH3)+ pK = 9,33.

## Właściwości chemiczne
Iminowy atom azotu w łańcuchu bocznym tego aminokwasu stosunkowo łatwo tworzy wiązanie koordynacyjne z kationami metali w metaloproteinach. W środowisku wodnym pierścień imidazolowy ulega tautomerii iminowo–enaminowej:
Ponadto w środowisku fizjologicznym pierścień imidazolowy jest częściowo protonowany (pKa ≈ 6) i może służyć zarówno jako katalizator zasadowy (nieprotonowany nukleofilowy atom azotu jest akceptorem jonu wodorowego), jak i katalizator kwasowy (protonowany atom azotu jest donorem H+). W efekcie histydyna jest często obecna jako kluczowy aminokwas w centrach aktywnych wielu enzymów.
W reakcji dekarboksylacji w obecności fosforanu pirydoksalu powstaje histamina:

## Występowanie w białkach

Hemoglobina w formie utlenowanej i nieutlenowanej. Na fioletowo zaznaczono grupy hemowe i histydyny proksymalne

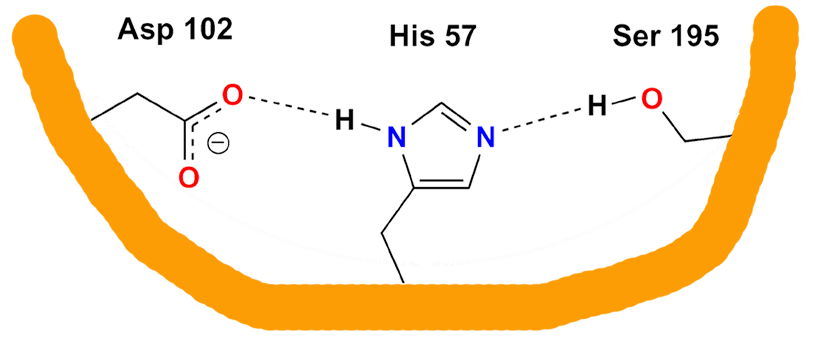
Triada katalityczna chymotrypsyny

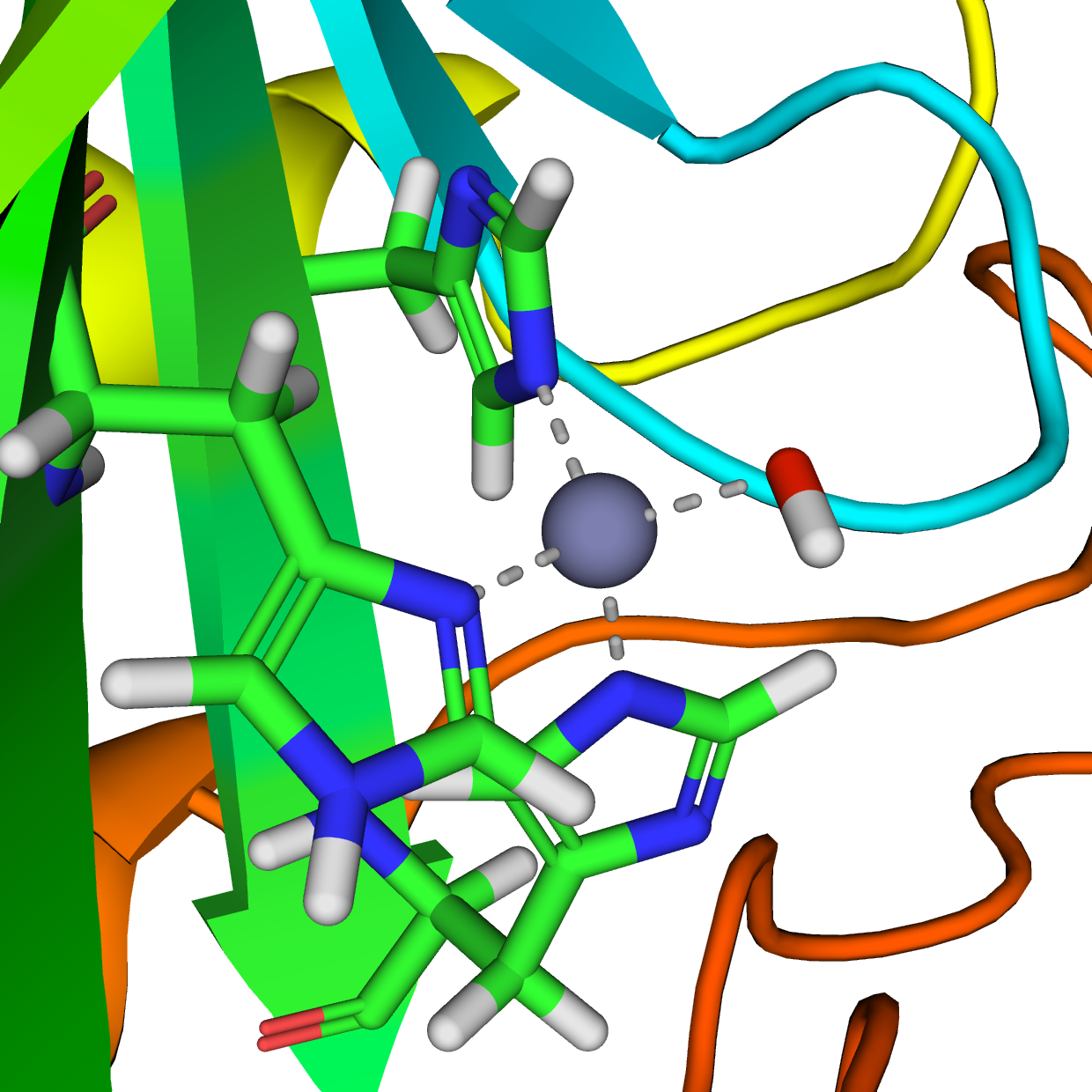
Pierścienie imidazolowe trzech reszt histydyn koordynują kation Zn^{2+} w anhydrazie węglanowej

- Hemoglobina[9]

Każdy z czterech kationów żelaza Fe2+ obecnych w cząsteczce hemoglobiny znajduje się wewnątrz niemal całkowicie płaskiej struktury protoporfiryny IX tworząc prostetyczną grupę hemową. Kation Fe2+ jest w grupie hemowej koordynowany przez 4 atomy azotu protoporfiryny. W formie nieutlenowanej piąte wiązanie koordynacyjne jonu żelaza (prostopadle do płaszczyzny grupy hemowej) tworzy tzw. histydyna proksymalna, a szóste miejsce koordynacyjne, po drugiej stronie płaszczyzny jest puste (formie utlenowanej miejsce to zajmuje cząsteczka tlenu O2). Po przeciwnej stronie płaszczyzny niż histydyna proksymalna znajduje się tzw. histydyna dystalna. Nie jest ona związana z grupą prostetyczną jednak odgrywa ważną rolę. Histydyna dystalna zabezpiecza jony żelaza grup hemowych sąsiednich cząsteczek hemoglobiny, aby nie doszło do kontaktu między nimi, chroni jon żelaza przed utlenieniem, gdyż forma utleniona (methemoglobina) nie jest zdolna do skutecznego transportu tlenu. Ponadto histydyna dystalna utrudnia wiązanie się tlenku węgla (CO) do kationu żelaza, co jest szczególnie ważne, gdyż powinowactwo grupy hemowej do czadu jest znacznie wyższe niż do tlenu, a wiązanie CO jest praktycznie nieodwracalne.
- Triady katalityczne[10]

Histydyna wchodzi w skład triady katalitycznej wielu enzymów
Asp••••His••••Ser
Przykłady:
karboksypeptydazy II: Asp 338 – His 397 – Ser 146
subtylizyny: Asp 32 – His 64 – Ser 221
trypsyny: Asp 102 – His 57 – Ser 195
chymotrypsyny: Asp 102 – His 57 – Ser 195
- Proteazy cysteinowe[10]

W proteazach cysteinowych cysteina aktywowana jest przez histydynę podobnie jak enzymach z rodziny chymotrypsyny seryna. Np. papaina
His••••Cys
- Anhydraza węglanowa[10]

Metaloproteina, której miejscem aktywnym jest kation cynku Zn2+ koordynowany przez atomy azotu trzech pierścieni imidazolowych histydyny.
(His)3••••Zn2+